# LAG Nr. 61, 62, 67
Die Dampflokomotiven mit den Bahnnummern 61, 62II und 67 wurden für die Localbahn AG (LAG) aus München gebaut. Sie wurden auf der Walhalla-Bahn zwischen Stadtamhof und Donaustauf, später bis Wörth an der Donau, eingesetzt. 

## Geschichte
Die Fahrzeuge wurden 1902, 1904 und 1908 geliefert. Die drei Lokomotiven blieben bis zur Außerdienststellung auf ihrer Stammstrecke.
Bei der Übernahme der LAG durch die Deutsche Reichsbahn 1938 wurden die drei Lokomotiven in der Baureihe 99 mit den Nummern 99 251–253 eingeordnet. Ab 1949 gehörten sie zum Bestand der Deutschen Bundesbahn.
Nachdem der Betrieb mit Diesellokomotiven aufgenommen worden war, kam auch die letzte der Dampflokomotiven nicht mehr zum Einsatz. Die Lok mit der Nummer 99 251 wurde bereits am 24. April 1956 ausgemustert. Es folgte ihr am 17. Oktober 1959 die Nummer 99 252. Als letztes wurde die Nummer 99 253 am 8. August 1960 ausgemustert. Sie steht seit 1976 als Denkmal an der Stadtamhofer Hauptstraße bei der Schleuse des Europakanals in Regensburg.

## Technische Merkmale
Die Fahrzeuge hatten einen als Wasserkasten ausgeführten Rahmen, eine Steuerung Bauart Heusinger und einen Schornstein mit Krempe. Auf dem langen Kessel befand sich neben einem hohen Dampfdom ein eckiger Sandkasten. Die Fahrzeuge hatten drei Kuppelachsen, der Schleppradsatz war als Bisselachse ausgeführt. Aufgrund der guten Laufeigenschaften wurde die zulässige Höchstgeschwindigkeit von anfänglich 25 km/h auf 35 km/h erhöht.
Die Fahrzeuge konnten 0,8 Tonnen bzw. 1,047 Tonnen Kohle und 2,3 m³ Wasser aufnehmen.